# Ruan Lanihorne
Ruan Lanihorne – wieś w Anglii, w Kornwalii. Leży 43 km na wschód od miasta Penzance i 369 km na południowy zachód od Londynu.